# Distretto di Chellalet El Adhaoura
Il distretto di Chellalet El Adhaoura è un distretto della Provincia di Médéa, in Algeria.

## Comuni
Il distretto di Chellalet El Adhaoura comprende 4 comuni:
- Chellalet El Adhaoura
- Cheniguel
- Tafraout
- Aïn Ouksir